# 尼各老五世
尼各老五世（拉丁語：Nicolaus PP. V；1397年11月15日—1455年3月24日）原名托馬索·帕倫圖切利（Tomaso Parentucelli），1447年3月6日當選教宗，同年3月19日即位至1455年3月24日為止。

## 譯名列表
- ：天主教香港教區禮儀委員會：禧年專頁 （页面存档备份，存于） 作。
- ：香港天主教教區檔案　歷任教宗 作。
- 尼古拉：《大英簡明百科知識庫》2005年版[永久]、《世界人名翻譯大辭典》1993年版作尼古拉。